# Myosotis popovii
Myosotis popovii là loài thực vật có hoa trong họ Mồ hôi. Loài này được Dobrocz. mô tả khoa học đầu tiên.